# Aleksej Stjepanovič Amelin
Aleksej Stjepanovič Amelin (rusko Амелин Алексей Степанович), sovjetski letalski častnik, vojaški pilot in letalski as, * 12. marec 1921, † 24. december 1981, Moskva. 
Amelin je v svoji vojaški karieri dosegel 17 zračnih zmag.

## Življenjepis
Med drugo svetovno vojno je bil pripadnik 240., 279. in 178. gardnega lovskega letalskega polka.
Opravil je 290 bojnih poletov in bil udeležen v 83 zračnih bojih; letel je z La-5.